# كارتينغ

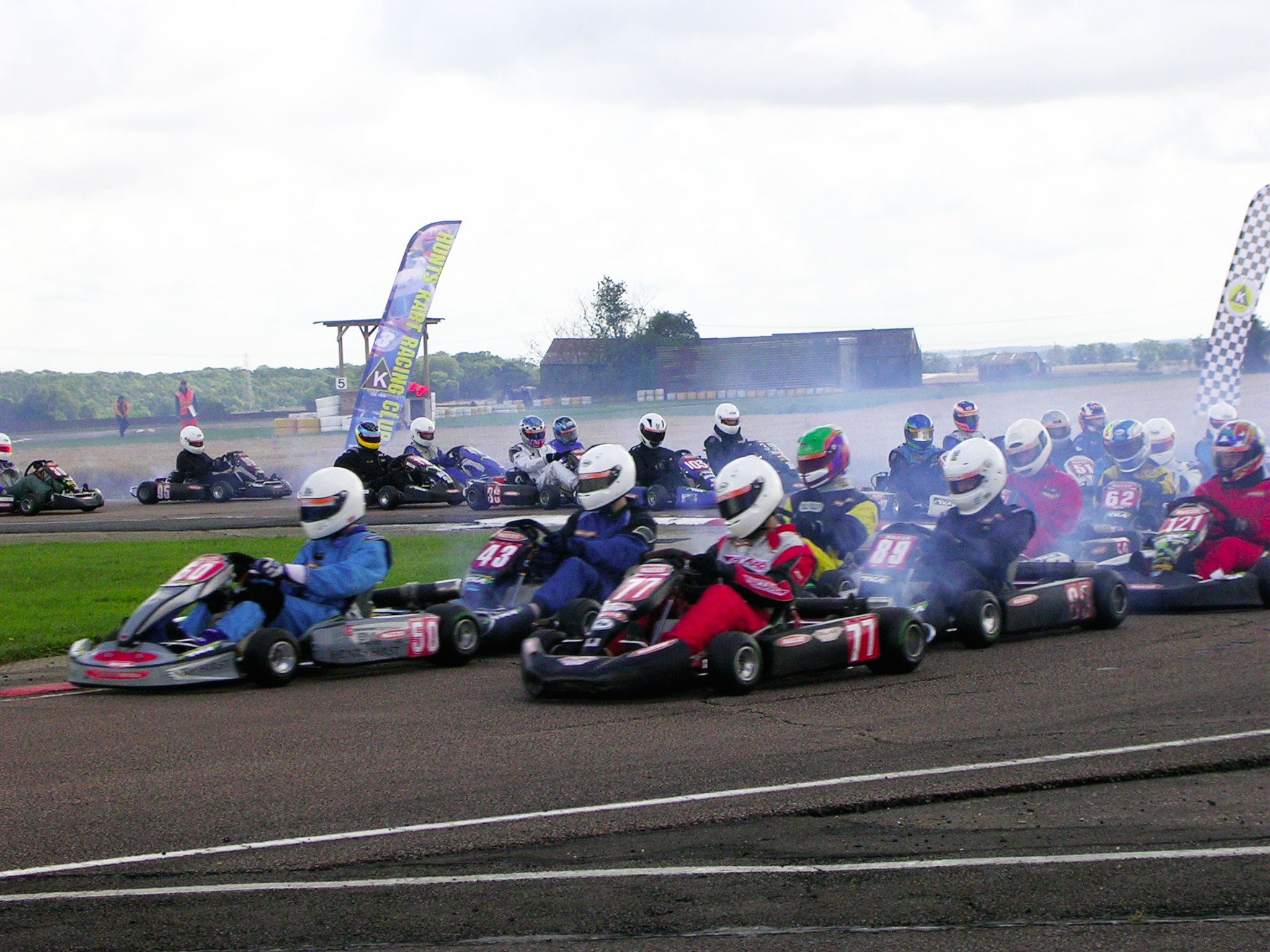
أحد سباقات الكارت

سباقات الكارت وتعرف بالكارتينغ (بالإنجليزية: Karting) هي نوع من أنواع سباق سيارات، مع أربع عجلات صغيرة، وبسيطة. وعادة ما يتم السباق على حلبة كارتينغ صغيرة، وهي تعتبر عادة خطوة أولى في عالم رياضة المحركات.
يعتبر المهتمون برياضة المحركات، أن الآرت أنجيلز هي الأصل في الكارتينغ، حيث قامت بصنع كورتيس كرافت أول سيارة كارتينغ عام 1956، في جنوب كاليفورنيا. انتشرت هذه الرياضة سريعا، وأصبح لها أتباع كثر في أوروبا.
تمتلك سيارات الكارت سرعة عالية، ويمكن للسوبر كارت أن تصل لسرعة 250 كلم/الساعة.

## المكونات

### الهيكل
يصنع هيكل الكارت من الفولاذ. ويختلف شكل هيكله ليتناسب مع أشكال المناخ المختلفة، فمثلا: يفضل استخدام هيكل صلب للظروف الجافة، أما في الظروف الأخرى كالرطوبة، فيفضل الهيكل اللين. وأفضل الهياكل هي تلك التي تسمح بإضافة، أو إزالة أجزاء منه في حسب معطيات السباق نفسه.
تحمل المكابح على المحور الخلفي للهيكل. وهناك هياكل تحتوي على المكابح في المحور الأمامي، إلا أن بعض الفئات في الكارتينغ لا تسمح بالكبح الأمامي.
تزن سيارة الكارت القياسية، أو المحترفة ما بين 75 إلى 80 كلغم، دون السائق. وتصنع الكارت في العديد من الدول في العالم، كما تتميز إيطاليا، يوجود عدد كبير من خطوط التصنيع، كذلك تصنع في أمريكا، وخصوصا في كاليفورنيا.

### المحركات
هناك نوعان من المحركات تسخدم في الكارت، أحدها من تزود به عن طريق شركات الدراجات النارية.

### الدفع
لا توجد في الكارت محركات دفع رباعي، بل تعتمد سرعتها على انزلاق العجلات، وتروس التي تنقل الحركة من العجلات في المحور الخلفي للأمامي.

### الإطارات
تختلف الإطارات المصنوعة للكارتينغ عن غيرها من الإطارات، فيتم صناعتها من مادتي الألمنيوم، والمغنيسيوم، كما أنا سباقات الكارت لديها إطارات مختلفة حسب الأحوال الجوية:
- الإطارات الملساء: وهي تستخدم للسباقات الجافة، ويمكن زستخدام إطارات بريجستون، أو دانلوب، كما أنه يوجد هناك شركات متخصصة بصناعة الإطارات للكارت، مثل: إم جي، وفيغا.
- إطارات المطر: كما هو اسمها فإنها تستخدم للأجواء الماطرة.
- إطارات متوسطة: تستخدم غالبا هذه الإطارات، للحلبات المبلولة، أو الرطبة.
- هناك عجلات خاصة، للأحوال الغير طبيعية، كالثلج، أو الطين.

## الكارتينغ خطوة أولى
تعتبر الكارتينغ الأساس للعديد من سائقي الفئة الأولى حيث بدأت بها أسماء كبيرة، وكثيرة في عالم الفورملا 1، مثل: مايكل شوماخر، إرتون سينا، فرناندو ألونسو، كيمي رايكونين، لويس هاميلتون، ويارنو تروللي. كما أنها أيضا كانت بداية للعديد من سائقي الناسكار.